# Liwā' al Bādiyah ash Shamālīyah
Liwā' al Bādiyah ash Shamālīyah (arabiska: لواء البادية الشمالية) är ett departement i Jordanien.   Det ligger i guvernementet Mafraq, i den nordöstra delen av landet, 80 km öster om huvudstaden Amman.